# Les Mages
Les Mages település Franciaországban, Gard megyében. Lakosainak száma 2107 fő (2022. január 1.). Les Mages Molières-sur-Cèze, Potelières, Rousson, Saint-Ambroix, Saint-Jean-de-Valériscle és Saint-Julien-de-Cassagnas községekkel határos.

## Népesség
A település népességének változása:
| Lakosok száma | 1145 | 1275 | 1497 | 1742 | 1981 | 2065 | 2074 | 2044 | 2061 | 2107 |
|               | 1968 | 1982 | 1990 | 2006 | 2013 | 2015 | 2017 | 2019 | 2020 | 2022 |